# Antispécisme

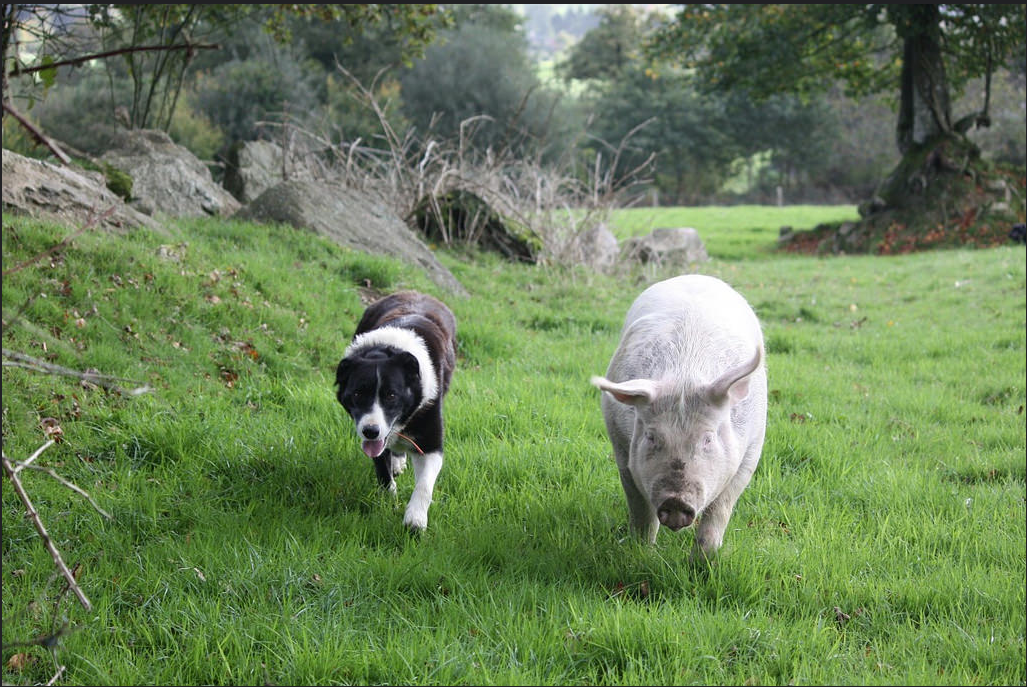
Deux animaux d'espèces différentes : un chien et un cochon.

 (août 2015).
L'antispécisme est un courant de pensée philosophique et moral, formalisé dans les années 1970 par des philosophes anglo-saxons qui défendent un renouveau de l'animalisme, et considèrent que l'espèce à laquelle appartient un animal n'est un critère pertinent ni pour décider de la manière dont il doit être traité, ni de la considération morale qui doit lui être accordée. Les philosophes Richard D. Ryder et Peter Singer développent le concept « antispécisme », en l'opposant au spécisme — concept défini sur le modèle du racisme et du sexisme, repris et précisé une quinzaine d'années plus tard par la revue française Cahiers antispécistes —, plaçant l'espèce humaine au-dessus de toutes les autres et accordant une considération morale plus grande à certaines espèces animales (notamment le chat, le chien, le cheval et d'autres animaux de compagnie) qu'à d'autres (les animaux sauvages, les animaux d'élevage).

## Définition
Le mot « spécisme » (ou « espécisme » — speciesism en anglais) est introduit en 1970 dans un tract contre l'expérimentation animale en laboratoire, par le psychologue britannique Richard D. Ryder, membre du groupe d'Oxford, universitaires qui publient en 1971 l'ouvrage fondateur de la pensée antispéciste Animals, men and morals. Ce terme est repris en 1975 par un de ces chercheurs, le philosophe utilitariste Peter Singer. Ce dernier désigne une forme de discrimination concernant l'espèce, mise en parallèle avec toutes les formes de domination d'un groupe sur un autre (racisme, sexisme). Ryder établit d'abord un parallèle entre spécisme et racisme. Élargissant ce parallèle, l'antispécisme définit le spécisme par analogie avec le racisme et le sexisme.
En pratique, selon l'antispécisme, le spécisme justifie l'exploitation et l'utilisation des animaux par les humains d'une façon qui ne serait pas considérée comme acceptable s'il s'agissait d'humains. Ainsi, selon l'antispécisme, le spécisme est une idéologie condamnable, et un « mouvement de libération animale » est nécessaire pour y mettre un terme.
Peter Singer précise dans son livre La Libération animale :

« Je soutiens qu'il ne peut y avoir aucune raison — hormis le désir égoïste de préserver les privilèges du groupe exploiteur — de refuser d'étendre le principe fondamental d'égalité de considération des intérêts aux membres des autres espèces. »

L'égalité que prône l'antispécisme concerne les individus, et non les espèces. L'espèce peut intervenir uniquement dans la mesure où il en résulte quelque caractéristique pertinente pour la détermination des intérêts. C'est pourquoi il est moins grave, écrit Singer, de donner une claque (de même intensité) à un cheval qu'à un bébé humain ; car la peau du cheval est plus épaisse que celle du bébé, et sa souffrance effective sera donc moindre. Ainsi, les auteurs antispécistes ne prônent pas une égalité stricte de traitement entre les espèces mais plutôt de tenir compte des caractères de chacune.

## Historique
Si le néologisme est formé en 1970 par Richard D. Ryder, les notions d'antispécisme et de spécisme sont déjà en germe après la Seconde Guerre mondiale qui voit la remise en cause du triomphe, économique, scientifique et technologique de la société occidentale. Dans un contexte dominé par la nécessité de reconstruire l'économie détruite, l'élevage traditionnel extensif cède la place à l'élevage intensif qui s'appuie sur la zootechnie imposant la conception d’un animal-machine au service de l'Homme. La consommation de viande s'intensifie. L'exode rural change profondément les rapports entre hommes et animaux domestiques. Le productivisme induit très vite de nombreux problèmes environnementaux : déforestation, perte de la biodiversité, régression et dégradation des sols. Peu de temps après la fin de la Seconde Guerre mondiale et durant les décennies suivantes, se développe ainsi une éthique de la nature qui remet en cause ce progrès et réagit à une éthique anthropocentrée, qu'elle estime incomplète ou insuffisante. C'est dans ce contexte qu'émergent dans les débats philosophiques contemporains au début des années 1970, deux champs de recherche, l'éthique de l'environnement et l'éthique animale, dominées par le travail de philosophes anglo-saxons qui popularisent ces thématiques dans de nombreux ouvrages et articles scientifiques. De nombreux philosophes du deuxième champ défendent un renouveau de l'éthique appliquée non plus à travers le mouvement de la protection animale mais celui dit de libération animale et popularisent la notion centrale d'« antispécisme ».
Des débats dans les années 1980 conduisent à la rupture entre l'éthique animale conséquentialiste qui se focalise sur les animaux doués de sentience (critère éthique principal de la considération morale et du droit), et l'éthique environnementale écocentrée, qui étend les considérations morales non plus aux animaux sentients mais à tous les êtres vivants au sein des écosystèmes, la première étant en faveur d'un interventionnisme (devoir moral d'intervenir sur les animaux souffrants, qu'ils soient sauvages ou exploités par l'Homme) qui entre en conflit avec la pensée conservationniste de la seconde qui valorise la naturalité ou l'autonomie des systèmes écologiques. La différence d'objectif et d'argumentation de ces deux champs de recherche les place dans une situation de rivalité qui atteint un paroxysme quand le philosophe John Baird Callicott accuse les partisans de l'éthique animale qui se réclament de l'antispécisme de projeter sur les animaux leur vision de la vie bonne et leur peur de souffrir,.
Dans le sillage de ce courant de pensée, le militantisme animaliste français prend une résonance particulière lorsqu'apparait en 1985 le mouvement de libération animale qui se réclame de l'antispécisme, et se mêle à une culture libertaire, la mouvance y reproduisant « les principes de l’anarchisme : dissensions internes, débats interminables sur l’organisation, remises en cause incessantes, pour court-circuiter toute forme de pouvoir naissant ». Pacifistes, s'appuyant sur la revue militante les Cahiers antispécistes qui fait intervenir les principales figures du courant animaliste radical, les antispécistes français sont caractérisés par leur politisation idéaliste et leur intransigeance, ce qui leur vaut d'être exposés à un risque de marginalisation durable. Ils déclenchent de nombreuses résistances et rencontrent jusqu'ici, contrairement à leurs homologues britanniques ou nord-américaines, « d'importantes difficultés à légitimer leurs prétentions à la prise de parole au nom des "bêtes". »

## Antispécisme et religion
Les antispécistes réservent la plupart de leurs critiques à la culture de l'« anthropocentrisme » inhérente à la pensée de certains théologiens chrétiens. En effet, le dogme selon lequel l'homme est créé à l'image de Dieu est en contradiction directe avec la notion d'égale considération des intérêts. Pour un chrétien ou un juif, les autres espèces ont été créées par Dieu pour servir à l'homme : même si elles méritent le respect que leur confère le statut de créatures de Dieu, elles restent inférieures et n'ont pas droit au salut, ni aux sacrements, etc. Les interprétations des théologiens ont subi l'influence des Pères de l'Église, adeptes du néoplatonisme, qui instille une rupture entre l'homme et les autres créatures, et par les rapprochements métaphoriques entre les démons et les bêtes (le serpent du péché originel fut assez tardivement identifié au diable, ce que le Livre de la Genèse ne faisait pas).
Néanmoins, si l'on tient compte de la Bible hébraïque originelle, dénuée d'interprétations anthropocentristes (le Dieu chrétien s'est fait homme pour les seuls hommes), on remarquera, alors, que, dans le judaïsme primitif, la domination sur les poissons et les oiseaux par un Adam végétarien et ses successeurs n'est que de l'ordre du concept et non de la pratique,, le titre de souverain des animaux n'étant qu'honorifique, la Genèse n'indiquant nulle part qu'ils ont besoin d'être dirigés ou qu'ils doivent l'être pour accomplir leur destinée, animaux qui d'ailleurs louent à leur manière Dieu (Psaumes, CXLVIII:10).
Parmi les philosophes et théologiens chrétiens qui ont développé une pensée attentive à la condition de toutes les espèces vivantes, Albert Schweitzer occupe dès le début du XXe siècle, une place de précurseur, avec le principe de « respect de la vie » comme principe fondateur de son éthique, et son souci profond de la condition animale.
Certaines religions ou cultures majeures paraissent se rapprocher de l'antispécisme. La croyance en la réincarnation dans l'hindouisme (qui est plus une culture avec des courants religieux en son sein, liés au shivaïsme, au vishnouisme, shaktisme, etc.), le jaïnisme, le bouddhisme et le sikhisme amène à proscrire la consommation des animaux et à éviter autant que possible de les tuer, de les faire souffrir. La notion d'être sensible, quelle que soit l'espèce à laquelle il appartient, y compris l'éthique des insectes, est centrale dans l'hindouisme, le bouddhisme et le jaïnisme. C'est parce que tous les animaux sont dotés de cette âme commune, principe vital commun à tout être vivant (même « vouloir-vivre » selon le philosophe Arthur Schopenhauer) qu'il convient de ne pas les blesser, les tuer (voir à hindouisme et non-violence). Tous les textes sacrés, qu'ils soient hindous, bouddhistes, sikhs ou jaïns, enseignent le respect envers toutes les créatures vivantes (notion de l'ahimsa) comme valeur suprême, norme sociale, politique, et idéal le plus élevé.
Dans l'hindouisme, le jaïnisme et de manière générale dans les religions et philosophies indiennes (bouddhisme, ayyavazhi), la séparation entre humanité et animalité n'est pas en conséquence une séparation de nature mais une différence de degré. Selon l'hindouisme, les animaux possèdent le sourire, le rire, les pleurs, etc., comme le montre ce chant du poète vishnouite Toukaram :

« Je ne pouvais plus mentir, donc j'ai commencé à appeler mon chien : "Dieu". D'abord il m'a regardé, embarrassé ! Alors il a commencé à sourire, alors il a même dansé ! Je l'ai gardé auprès de moi : maintenant il ne mord même plus ! Je me demande si ceci pourrait marcher sur les gens ? »

Pour la branche philosophique du Mimamsa, les animaux ont néanmoins plus de tamas (« inconscience ») que l'homme, d'où leur innocence, ce qui les rapproche des jeunes enfants. Cependant, tous les philosophes hindous s’accordent à reconnaître à l’animal les mêmes capacités de perception et de raisonnement par inférence qu’à l’homme : c’est essentiellement l’inaptitude au rite védique ou à transcender le rite (karma) qui fait de l’animal un être non-humain, résultat de ses actes antérieurs (car, d'après la tradition hindoue, l'homme qui a manqué sa délivrance doit parcourir un cycle de 8 400 000 renaissances dans d'autres conditions que la condition humaine avant d'y accéder à nouveau) : c'est d'ailleurs aussi l'absence de pratique rituelle qui fait l'unique différence essentielle entre les divinités et les hommes (les animaux et les dieux ont ainsi un point commun, celui de ne pas faire de rite, ce qui est la seule chose qui les distingue réellement de l'humanité). Du point de vue hindou, il n'y a donc pas de séparation nette entre humanité et animalité ; d'ailleurs, les « dernières des créatures » ne sont ni les végétaux ni les animaux selon les lois de Manu, mais les hommes cruels, rudes, appelés « démons »,.
Dans la sphère culturelle chinoise, selon les perspectives du taoïsme et du confucianisme, il n'y a pas de séparation nette entre humanité et animalité non plus, pas de séparation de « nature », mais différence de « degré » aussi, animaux et humains étant en réalité interdépendants ; ainsi les ouvrages confucianiste de l'antiquité déclarent :

« Qu'il n'y a pas de différence entre l'homme ordinaire et l'animal, que tous sont des enfants de la Nature, et cela implique une sorte de fraternité. Mais les mêmes textes précisent aussi que seul l'homme éclairé se distingue de la bête. »

— Danielle Elisseeff
Le confucianisme met aussi en cause une certaine perception chinoise du sens de la vie pour toute créature, et considère comme une « erreur » le fait de donner une définition d'un « propre de l'homme » pour l'humanité :

« Dans les faits, la position confucéenne encourage l'établissement d'une sorte de correspondance entre la manière dont une civilisation considère les animaux, et celle dont ses élites traitent les hommes réputés ordinaires, ceux qui n'ont ni la primauté du savoir, ni la primauté du pouvoir. C'est pourquoi, et quoi qu'en disent certains observateurs de la société chinoise qui tendent à considérer les rapports homme-animal comme un « non-sujet », rien n'est, en fait, plus révélateur de ce qui peut arriver à l'homme simple dont l'État aura besoin demain, comme un prince en appétit réclame un ragoût. Si l'animal en Chine est un « non-sujet », c'est peut-être que le même danger menace le citoyen ordinaire. »

— Danielle Elisseeff
La consommation d'aliments d'origine animale est un élément central du régime alimentaire de la majorité des populations humaines. Dans presque toutes les cultures, l'Homme considère comme normal d'exploiter ou de tuer des individus d'autres espèces, parce qu'elles sont considérées tantôt comme profitables, tantôt comme nuisibles. Enfin, de nombreuses cultures pratiquaient des sacrifices animaux et humains.

## Sources théoriques et philosophiques de l'antispécisme

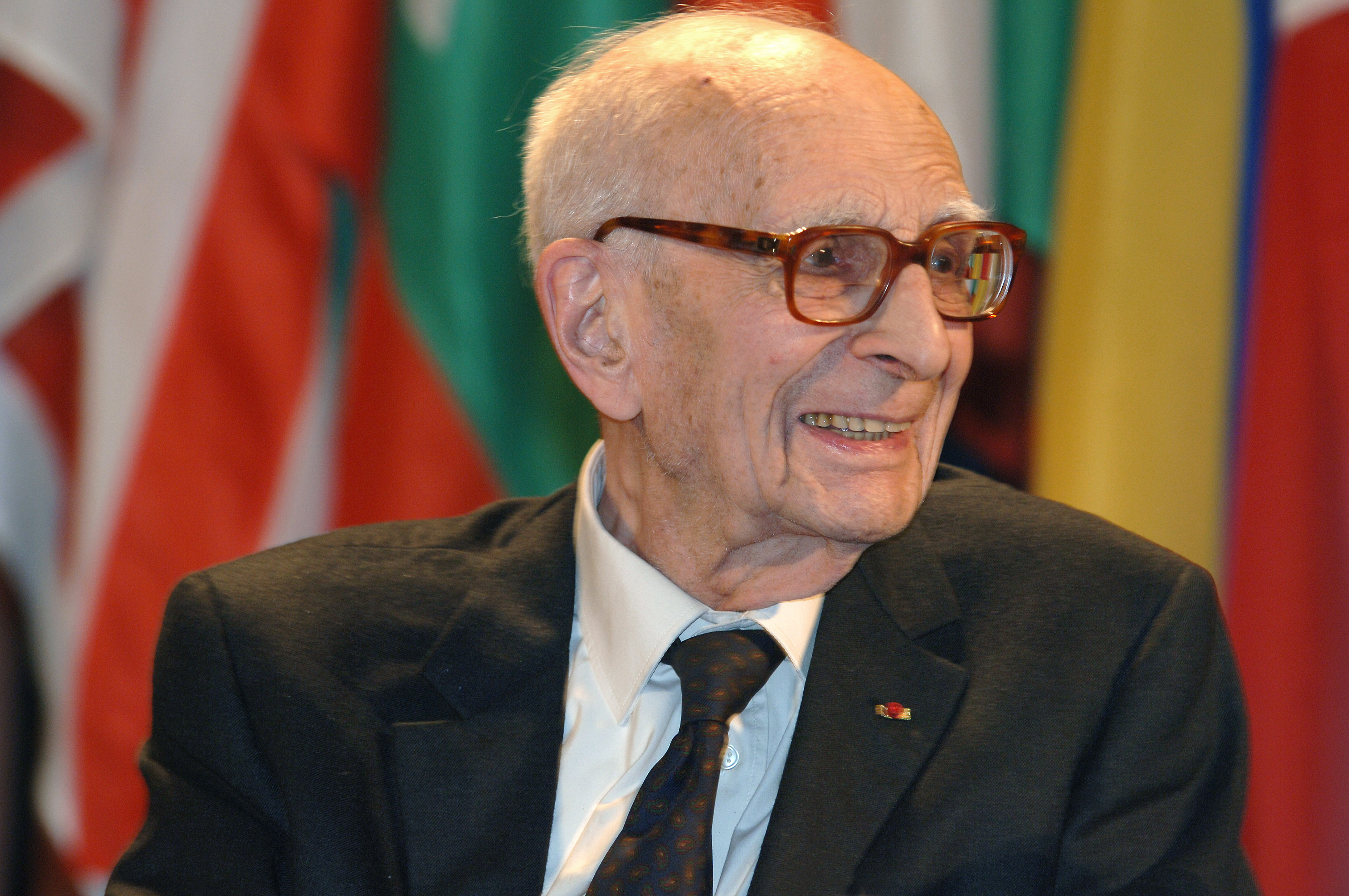
Claude Lévi-Strauss en 2005.

La critique antispéciste correspond de manière plus large à celle du « post-humanisme », qui a connu un développement certain avec les sciences sociales qui puisent leur source dans la pensée rousseauiste et dont Claude Lévi-Strauss est, par exemple, le plus illustre représentant :[réf. nécessaire]

« C'est maintenant […] qu'exposant les tares d'un humanisme décidément incapable de fonder chez l'homme l'exercice de la vertu, la pensée de Rousseau peut nous aider à rejeter l'illusion dont nous sommes, hélas ! en mesure d'observer en nous-mêmes et sur nous-mêmes les funestes effets. Car n'est-ce-pas le mythe de la dignité exclusive de la nature humaine qui a fait essuyer à la nature elle-même une première mutilation, dont devrait inévitablement s'ensuivre d'autres mutilations ? On a commencé par couper l'homme de la nature, et par le constituer en règne souverain ; on a cru ainsi effacer son caractère le plus irrécusable, à savoir qu'il est d'abord un être vivant. Et en restant aveugle à cette propriété commune, on a donné champ libre à tous les abus. Jamais mieux qu'au terme des quatre derniers siècles de son histoire l'homme occidental ne put-il comprendre qu'en s'arrogeant le droit de séparer radicalement l'humanité de l'animalité, en accordant à l'une tout ce qu'il refusait à l'autre, il ouvrait un cercle maudit, et que la même frontière, constamment reculée, servirait à écarter des hommes d'autres hommes, et à revendiquer au profit de minorités toujours plus restreintes le privilège d'un humanisme corrompu aussitôt né pour avoir emprunté à l'amour-propre son principe et sa notion. »

— Claude Lévi-Strauss, Anthropologie structurale Deux (1973), p. 53
Pour les tenants de l'antispécisme, les arguments soutenant le spécisme, tels que le capacitisme ou la préférence pour le groupe, n'ont pas de lien logique avec le critère d'espèce, la charge de la preuve reste donc aux partisans du spécisme.

### Argument capacitiste
Un argument fréquemment utilisé pour justifier le spécisme est que la discrimination envers les animaux ne découle pas directement de leur appartenance à une autre espèce, mais plutôt de leur niveau inférieur de rationalité ou de conscience par rapport aux êtres humains. Cependant, cette objection soulève une difficulté conceptuelle : certains êtres humains, tels que les bébés, les personnes atteintes de handicaps mentaux profonds ou encore les personnes âgées en état de sénilité avancée, ne remplissent pas pleinement ces critères. Comme le souligne le philosophe François Jaquet, ces individus, désignés dans la littérature philosophique sous le terme de « cas marginaux », possèdent un niveau de rationalité et de conscience potentiellement inférieur à celui de certains animaux. Ils ne sont pas non plus capables de revendiquer leurs droits.
Or, malgré leur moindre capacité cognitive, ces individus sont protégés contre des pratiques que l'on inflige aux animaux non humains, telles que l'expérimentation invasive ou l'élevage en vue de la consommation. Ainsi, cette distinction ne repose pas sur le degré de rationalité ou de conscience, mais bien sur l'appartenance à une espèce. C'est un raisonnement circulaire.

### Préférence pour le groupe
Les tenants de l'argument de la préférence pour le groupe concèdent que les êtres humains ne jouissent pas d’un statut moral particulier, mais avancent que certaines relations justifient certains privilèges. Par exemple, il est généralement admis qu'il n'est pas problématique de favoriser sa famille par rapport à de simples inconnus. En étendant ce raisonnement, on pourrait soutenir que l'appartenance à l'espèce humaine — vu comme un cercle plus étendu que celui de la famille — justifie, dans une certaine mesure, des privilèges analogues (Gray 1990).
Selon François Jacquet, même en admettant que cette justification fonctionne, sa portée est extrêmement limitée :

« Vous devriez peut-être sauver votre sœur d’un incendie plutôt qu’un parfait inconnu dans l’impossibilité de les secourir tous les deux. Mais quelles que soient les préférences gastronomiques de votre sœur, vous ne pouvez pas tuer un inconnu pour lui préparer un pot-au-feu. »

Certains partisans du spécisme soutiennent par ailleurs que, contrairement au favoritisme racial mais à l'instar du favoritisme familial, le favoritisme d’espèce constituerait un trait inhérent à la nature humaine (Midgley 1984 ; Posner 2004 ; Post 1993). Cet argument, fondé sur le sophisme l'appel à la nature, est toutefois critiqué comme étant un sophisme : le fait qu'une pratique soit naturelle n'implique pas son caractère moral.

### Critique philosophique du terme «animal» et du «propre de l'homme»
En parallèle avec l'antispécisme, le terme « animal », au singulier, est rejeté par le philosophe français Jacques Derrida dans sa généralité, parce qu'il est une « simplification conceptuelle » vue comme un premier geste de « répression violente » à l'égard des animaux de la part des hommes, et qui consiste à faire une césure totale entre l'humanité et l'animalité, et un regroupement tout aussi injustifié entre des animaux qui demeurent des vivants radicalement différents les uns des autres, d'une espèce à une autre :

« Chaque fois que "on" dit "L'Animal", chaque fois que le philosophe, ou n'importe qui, dit au singulier et sans plus "L'Animal", en prétendant désigner ainsi tout vivant qui ne serait pas l'homme […], eh bien, chaque fois, le sujet de cette phrase, ce "on", ce "je" dit une bêtise. Il avoue sans avouer, il déclare, comme un mal se déclare à travers un symptôme, il donne à diagnostiquer un "je dis une bêtise". Et ce "je dis une bêtise" devrait confirmer non seulement l'animalité qu'il dénie mais sa participation engagée, continuée, organisée à une véritable guerre des espèces. »

— Jacques Derrida, L'Animal que donc je suis
Ainsi, dans cet ouvrage, Derrida conçoit la question de l'« animal » comme une réponse à la question du « propre de l'« homme » », et a mis en doute le droit de ce dernier de se faire valoir toujours aux dépens de l'« animal », alors qu'il semble bien que ce réflexe conceptuel soit, par essence, un préjugé, et non le fruit d'un raisonnement philosophique garant de ce droit :

« Il ne s'agit pas seulement de demander si on a le droit de refuser tel ou tel pouvoir à l'animal (parole, raison, expérience de la mort, deuil, culture, institution, technique, vêtement, mensonge, feinte de la feinte, effacement de la trace, don, rire, pleur, respect, etc. – la liste est nécessairement indéfinie, et la plus puissante tradition philosophique dans laquelle nous vivons a refusé tout cela à l'“animal”). Il s'agit aussi de se demander si ce qui s'appelle l'homme a le droit d'attribuer en toute rigueur à l'homme, de s'attribuer, donc, ce qu'il refuse à l'animal, et s'il en a jamais le concept pur, rigoureux, indivisible, en tant que tel. »

— Jacques Derrida, op. cit., p. 185

### Antispécisme et humanisme
Ce titre a été utilisé lors d'une émission de radio diffusée sur France Culture, dans laquelle étaient invités Chantal Delsol et Aymeric Caron. Lors de cet échange, la philosophe, auteure de la tribune « L'antispécisme ou le début d'une barbarie nouvelle » et le journaliste, auteur de l'ouvrage Antispéciste : réconcilier l'humain, l'animal, la nature, ont donné les définitions des notions d'humanisme, d'antispécisme et de spécisme.
Du fait de la double définition de l'humanisme, d'un côté décrit comme la généralisation de la compassion et de l'autre comme concept de royauté de l'homme, l'antispécisme peut être vu comme un humanisme compassionnel et dans le même temps comme l'antithèse de l'humanisme, puisque l'antispécisme met en question la supériorité de l'homme. La morale antispéciste peut donc être perçue, en tant qu'elle relativise les droits humains, soit comme une généralisation par le haut au-delà des frontières de l'espèce humaine de l'humanisme, donc une sorte d'universalisme de la compassion ; soit par le bas comme un anti-humanisme, dans le sens où elle refuse à l'être humain une essence qui le placerait au-dessus des autres animaux (par exemple, dans la culture hindoue, contrairement à la culture chrétienne, l'humanité a une différence de « degré » avec les autres animaux, non de « nature »)[réf. nécessaire].

## Approches militantes et activisme
Plusieurs approches militantes s'opposent. Certains prônent le réformisme ou « welfarisme » qui consiste à œuvrer pour que les conditions d'élevage, de transport et d'abattage s'améliorent, en s'appuyant sur la notion de « bien-être animal ». D'autres comme Tom Regan, Gary Francione, Tiphaine Lagarde ou Joan Dunayer défendent une position « abolitionniste » et considèrent que l'approche réformiste serait contradictoire avec la volonté de faire progresser les droits des animaux puisqu'elle légitimerait l'exploitation animale. Steven Best, maître de conférences en philosophie, prône une action directe militante, voire « violente ».
Ingrid Newkirk, la présidente de PETA, considère la démarche abolitionniste peu adaptée à la réalité. Elle adopte donc une position réformiste : « Quiconque est le témoin de la souffrance des animaux et espère réduire cette souffrance ne peut soutenir que c'est tout ou rien. Nous devons être pragmatiques ». Bruce Friedrich, également de PETA, défend une position similaire.
En France, la tendance abolitionniste est représentée par des associations comme L214, 269 Libération animale ou 269 Life France dont les actions comme la diffusion sur internet de vidéos tournées dans les abattoirs, le blocage des chaines d'abattages ou l'occupation de sièges sociaux suscitent une forte empathie parmi la population et nourrissent la réflexion sur le mouvement antispéciste qui prend de l'ampleur. Cette vision est relayée par certaines personnalités médiatiques. La sociologue française Marianne Celka, spécialiste des mouvements animalistes, estime que les actions des associations abolitionnistes ont un impact réel : « Avec des associations comme L214, on passe de l'activisme au militantisme. Ces asso ont contribué à une popularisation croissante de ces causes, avec beaucoup de pédagogie. ». Ainsi, Brigitte Gothière, porte-parole de l'association L214, déclare : « ce qui a changé aujourd'hui, c'est que la question animale n'est plus marginale. C'est une question sérieuse, de société ».
En Suisse et en France, des actions de groupes laissant derrière eux des symboles antispécistes ont vandalisé des boucheries, et des poissonneries, mais également la restauration rapide, ou des fourreurs. Virginia Markus, militante et auteure antispéciste suisse, ne voit toutefois pas dans ces dégradations des actes violents, mais simplement emblématiques, visant le métier et non le commerçant.
La sociologue Marianne Celka rappelle que l’antispécisme, loin d'être récent, était très virulent dans les années 1960 à 80, marquées par des actions de sabotages de chasse et la présence du Front de libération des animaux : « La mouvance antispéciste ne se radicalise pas, elle l’est à la base, puisqu’elle veut renégocier les racines de la société. » Selon elle, le mouvement semble même s’être assagi, grâce à la popularisation du véganisme : « Les gens adhèrent plus facilement à ce mode de vie, qui s'acoquine avec le capitalisme, qu’à du militantisme antispéciste. »
Les revendications antispécistes s'expriment de façon internationale à travers la journée mondiale pour la fin du spécisme et la journée mondiale pour la fin de la pêche.

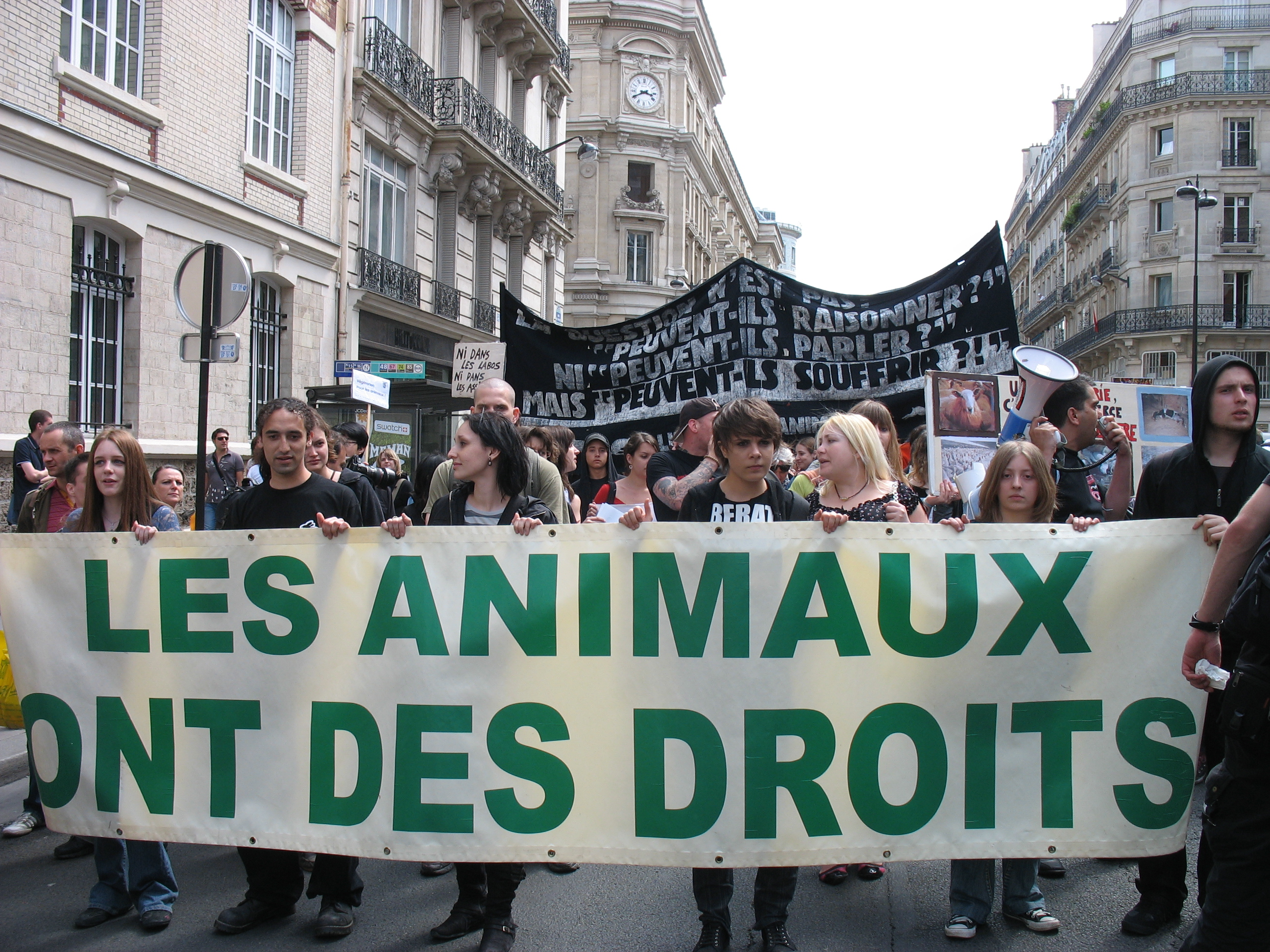
L'édition parisienne 2008 de la Veggie Pride, manifestation en faveur du véganisme.
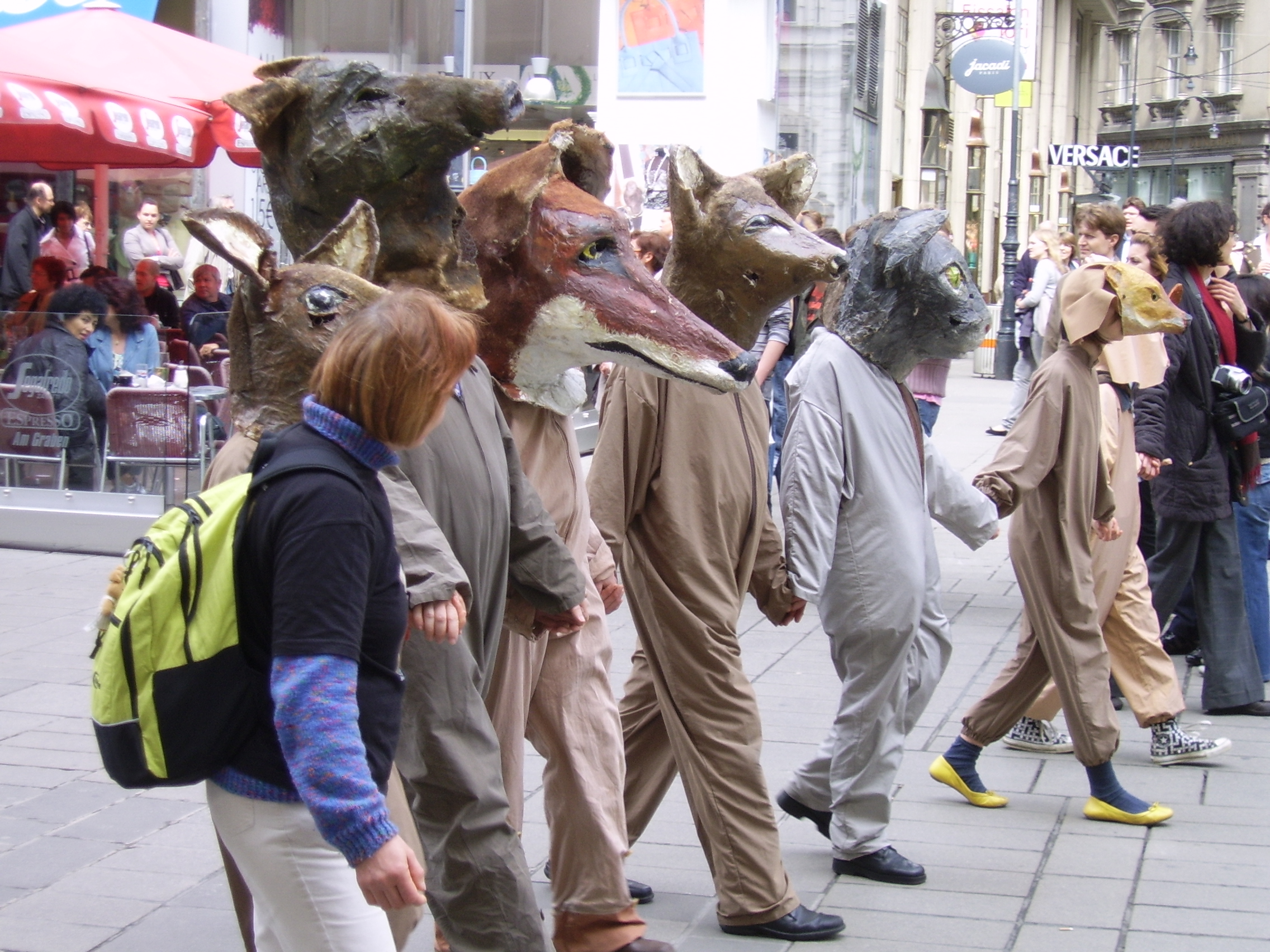
Manifestation contre la chasse à Vienne (Autriche) en 2008.
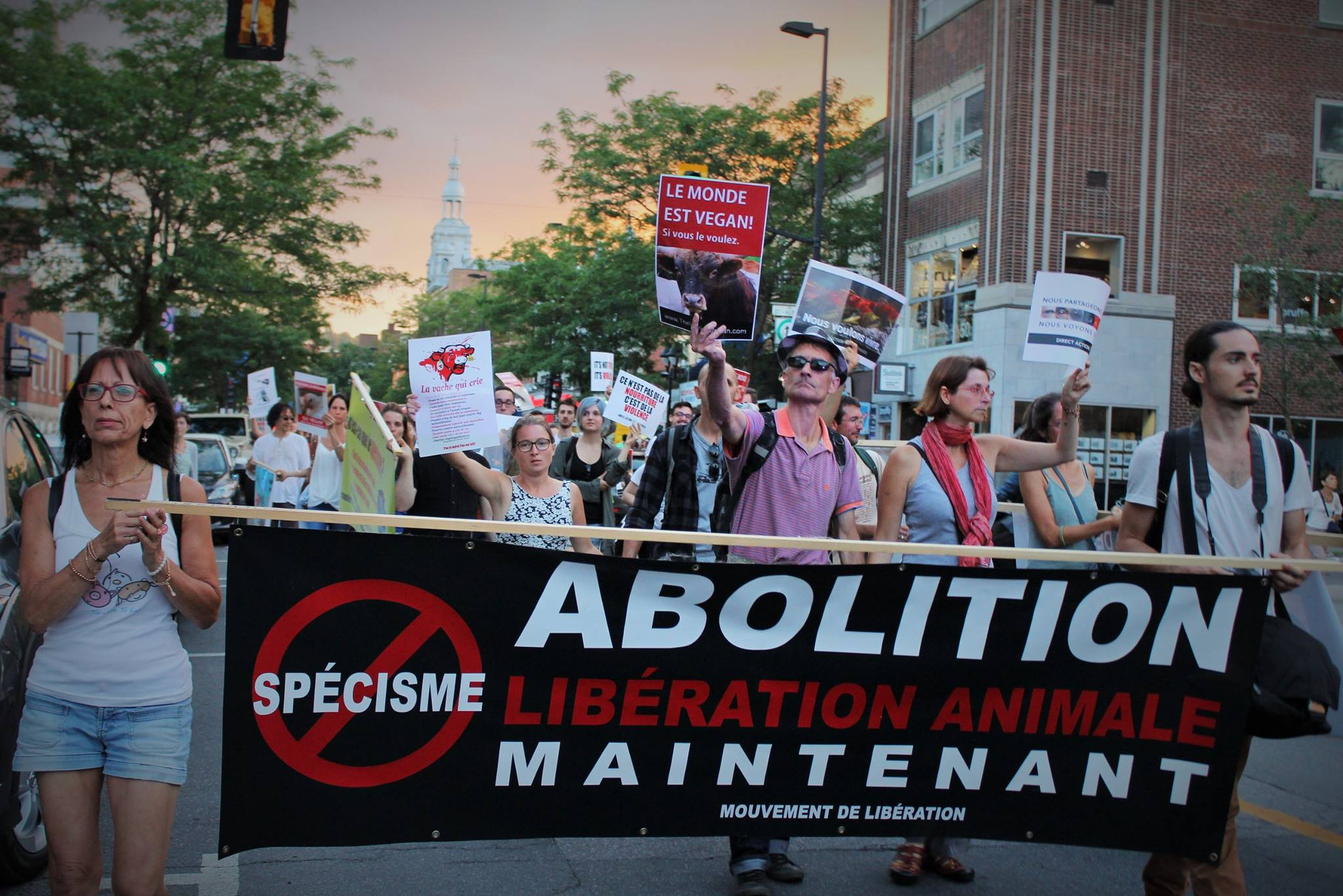
Manifestation antispéciste à Montréal en 2015.
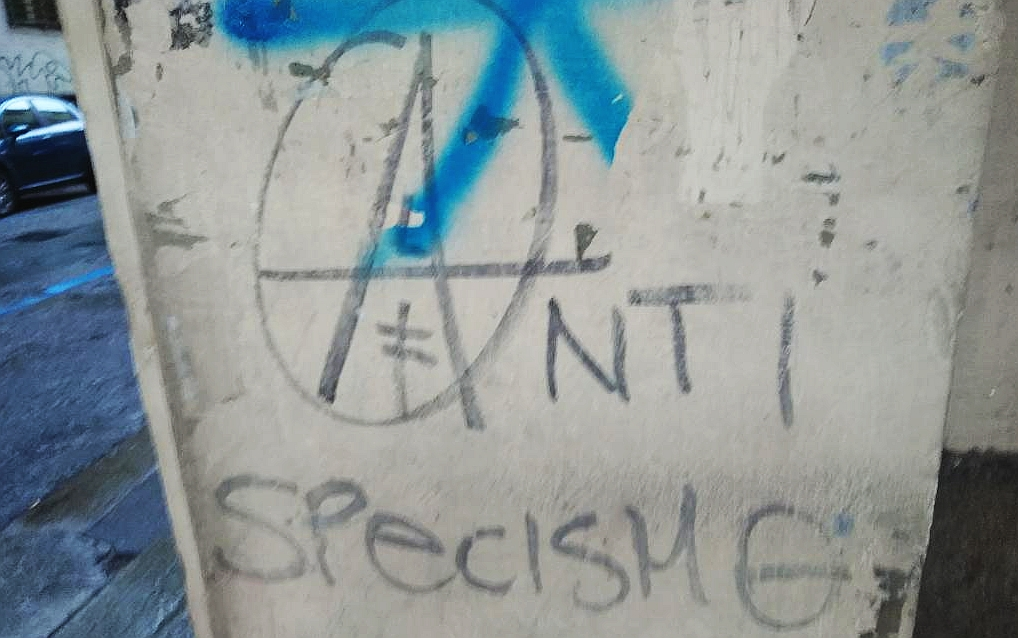
Graffiti « antispecismo » à Turin en Italie.
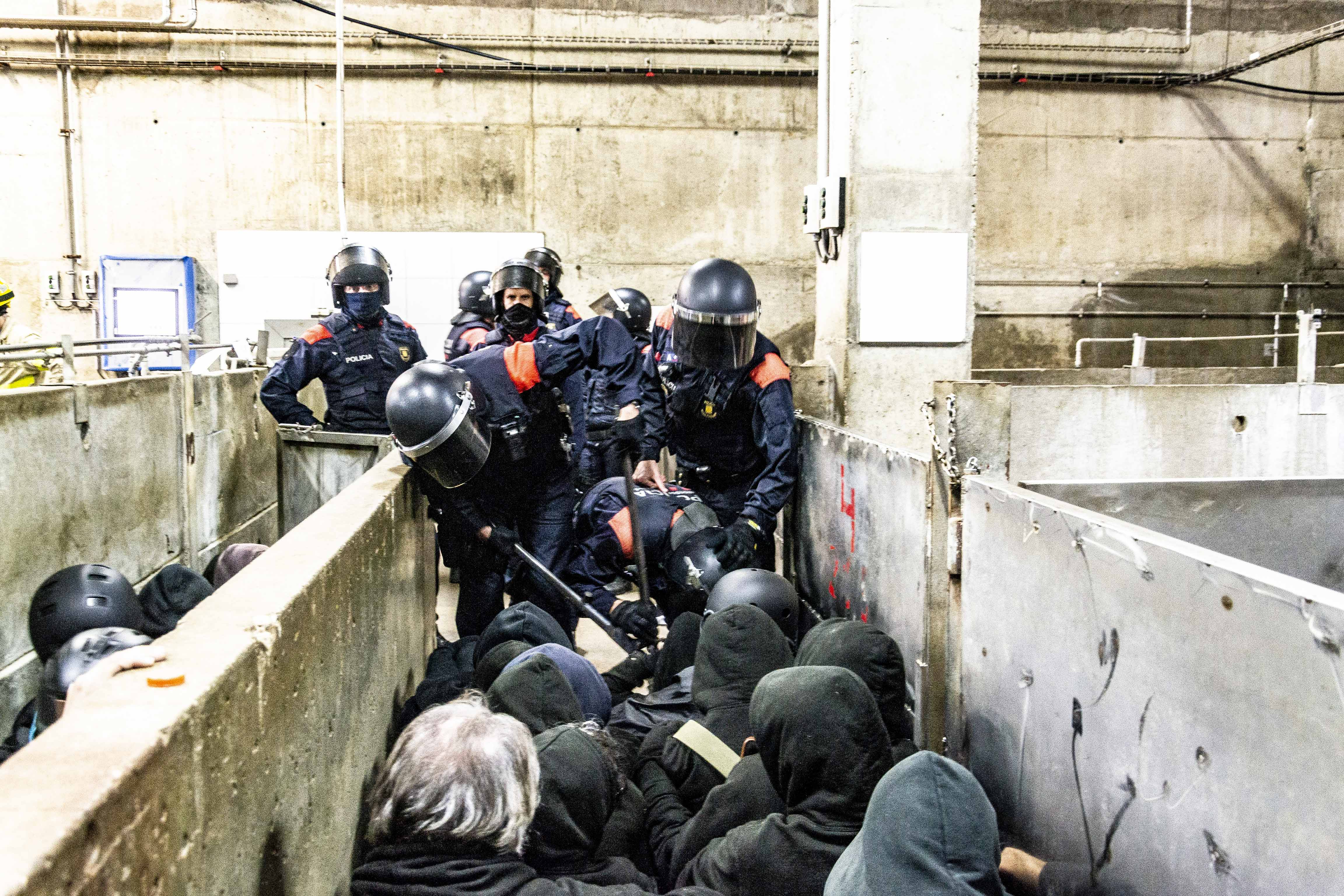
Blocage d'un abattoir en Espagne par le collectif 269.

### Déclaration de Montréal
A l'occasion de la journée mondiale des animaux 550 philosophes (dont Florence Burgat, Joëlle Proust, Peter Singer, Peter Unger et Carol J. Adams) de philosophie morale et politique condamnent en octobre 2022 « l'ensemble des pratiques qui supposent de traiter les animaux comme des choses ou des marchandises. […] Leur pétition fait suite à la Déclaration de Cambridge sur la conscience, laquelle est venue, en 2012, casser bien des préjugés en portant à la connaissance de tous ce que la science a fini par démontrer : la conscience n'est pas le propre de l'homme. Les animaux en sont pourvus ; plus ou moins selon l'espèce étudiée mais le constat est là. […] Si l'on doit retenir une chose de la Déclaration de Montréal, c'est que le fait d'accorder un droit ne devrait pas être lié à la capacité de raisonner mais bien à la disposition à ressentir, et surtout la souffrance. »

## Critiques
En 2018, Christophe Robaglia, professeur de biologie à l'université d'Aix-Marseille, critique l'argumentation biologique de l'antispécisme dans une tribune publiée dans le journal Le Monde. L'antispécisme conduit selon Robaglia à l'aporie que la vie de tout être vivant provoque en permanence la mort de millions de micro-organismes (c'est le principe du système immunitaire, par exemple). L'antispécisme aurait donc donné naissance à une autre hiérarchie des espèces, afin d'exclure les êtres dont la mise à mort est inévitable et relativement indifférente aux humains, et aurait entrainé l'émergence du concept de « sentience », qui veut qu'un animal soit d'autant plus respectable qu'il est capable de ressentir la douleur, la souffrance ou le chagrin. Le problème de cette démarche, selon Robaglia, est qu'elle annule l'idée même « d'antispécisme pur », puisqu'elle valorise les animaux les plus proches de l'homme sur le plan biologique (essentiellement des grands mammifères), et replace l'homme au sommet de la création, sorte de retour à la caricature du système classique. La thèse de Robaglia est contestée par un collectif de chercheurs et de militants dans une autre tribune du Monde, qui reprochent au biologiste sa « faible connaissance du sujet ».
La journaliste Ariane Nicolas, dans son livre L'Imposture antispéciste, paru en 2020, « scrute au plus près cette idéologie, versant militant du véganisme » qui constitue selon elle un antihumanisme, ou plutôt « un zoocentrisme poussé à un tel degré que notre humanité même pourrait bien un jour se dissoudre dans la grande chaîne indifférenciée des « animaux non humains » ». Pointant « du doigt une société qui s'invente des croyances pour mieux faire face à un vide existentiel causé par un productivisme sans fin et une industrie agroalimentaire dérégulée », son enquête porte un éclairage sur les dangers et contradictions de cette idéologie : « sous couvert de libération animale, l’antispécisme [ne serait] que le retournement de la culpabilité de l’humain contre lui-même, pour expier son passé marqué par les génocides et la surexploitation des ressources naturelles ». Le 12 juin 2020, la philosophe antispéciste Valéry Giroux publie une critique de l'ouvrage dans la revue antispéciste L'Amorce. Le lendemain, elle débat avec Ariane Nicolas dans l'émission Répliques, animée par Alain Finkielkraut.
Selon Ariane Nicolas, l'antispécisme prétend s'inscrire comme un nouveau courant intersectionnel qui consisterait « à faire de la défense des droits des animaux un corollaire de la défense des droits des femmes ou des personnes racisées. Ils rendent ainsi comparables toutes ces formes de violences, et c’est précisément cette prétendue inclusivité qui constitue une violence symbolique, puisqu’elle rabaisse la souffrance d’êtres humains victimes de discrimination à celles de simples animaux. »
Le politologue Paul Ariès considère que l'antispécisme fait le lit du transhumanisme qu'il perçoit comme « un cheval de Troie du capitalisme ». Ariane Nicolas consacre aussi un chapitre de son ouvrage à cette thèse, sous le titre « Les antispécistes rêvent-ils de moutons électriques ? ».
Ariès publie en 2019 le livre Lettre ouverte aux mangeurs de viande qui souhaitent le rester sans culpabiliser dont le nutritionniste Bernard Schmitt, co-président-fondateur du label Bleu-Blanc-Cœur, qui promeut la consommation de viande, en fait le compte-rendu suivant dans la revue Pour la science : « Avec ce livre passionnant, on comprend pourquoi l’antispécisme et le véganisme sont bien les symptômes d’une distorsion des représentations d’égalité, de solidarité et de responsabilité dans notre société en quête d’idéal et, in fine, une perversion antihumaniste. »